# Pál Alfréd
Pál Alfréd (Budapest, 1877. április 2. – Budapest, 1934. március 8.) magyar jogász, politikus, országgyűlési képviselő.

## Élete
Középiskolai tanulmányainak elvégzése után Budapesten, majd Bécsben, Berlinben és Strasbourgban jogot hallgatott, ezután közigazgatási pályára lépett. 1891-től Nógrád vármegyében volt közigazgatási gyakornok, 1899-ben tiszteletbeli szolgabíróvá nevezték ki. 1900-tól Máramaros vármegyében volt szolgabíró, 1901-től árvaszéki ülnök, ugyanebben évben az általános tisztújításon pedig az ökörmezői járás főszolgabírójává választották. 
Különösen az utak kiépítése, valamint állami iskolák és óvodák szervezése körül szerzett érdemeket. A máramarosi közművelődési egyesület ökörmezői járási igazgatója, az ökörmezői állami elemi iskolák gondnokságának és az ökörmezői római katolikus templombizottságnak is elnöke volt. 1909-ben tiszteletbeli főjegyzővé nevezték ki. 
1910 és 1918 között nemzeti munkapárti programmal az ökörmezői kerület országgyűlési képviselője volt, egyhangúlag választották meg. 1913-tól a képviselőház jegyzője volt. Lelkes híve és bizalmasa volt gróf Tisza Istvánnak. 1915-ben a budapesti Műegyetemen a közigazgatási jog magántanárává képesítették. 1916-ban a harctéren teljesített kormánybiztosi szolgálatot. 1919-ben a Szegedre szökött és felajánlotta szolgálatait az ellenforradalmi kormánynak. A Tanácsköztársaság bukása után visszavonult a politikától. 1920-ban ügyvédi vizsgát tett és haláláig ügyvédként dolgozott Budapesten.